# Quinina
La quinina és un alcaloide cristal·lí blanc de gust amargant, que s'extreu de l'escorça de diverses espècies de plantes anomenades quina del gènere Cinchona. S'usa com a antipirètic, antimalàric i té propietats analgèsiques i antiinflamatòries.
La quinina és un trihidrat cristal·lí soluble en alcohol i èter i poc soluble en aigua, i un estereoisòmer de la quinidina.
Es tracta d'un verí per a certs tipus de microorganismes responsables de malalties com ara la malària i a la vegada actua com a neurotònic i estimulant. Tot i que per al tractament de la malària es va deixar d'usar per la utilització de la cloroquina, actualment torna a augmentar el seu ús per l'augment de la resistència de la malària a la cloroquina. També s'ha usat per prevenir la caiguda del cabell, les rampes nocturnes (tot i que actualment es considera que els riscos de la quinina superen els seus beneficis en aquest cas) i l'artritis i ha estat usada (amb un èxit relatiu) per al tractament de persones infectades per prions.

## Obtenció
La quinina d'origen vegetal s'obté de diverses espècies de plantes anomenades quina, del gènere Cinchona, que són pràcticament l'única font de quinina actual: la quina groga (Cinchona calisaya), la quina de Loja (C. officinalis) i la quina roja (C. succirubra).
El desenvolupament de la quinina, un tractament eficaç per a la malària, va fer que grans extensions dels tròpics fossin més accessibles per als europeus i va facilitar la Cursa per l'Àfrica.
Tanmateix, a causa de la pressió de les guerres, s'incrementà la recerca dels processos de producció artificial de la quinina. La síntesi formal de la quinina s'aconseguí el 1944 pels químics americans R.B. Woodward i W.E. Doering. des de llavors, s'han trobat formes més eficients de producció, però cap d'aquestes pot competir en termes econòmics amb l'obtenció de l'alcaloide d'origen natural.

## Usos no mèdics
La quinina és l'ingredient que dona el gust amarg a la tònica. Es creu que el gust amargant de la tònica antimalàrica amb quinina que es donava com a medicament a l'exèrcit britànic va fer que els seus membres la barregessin amb ginebra, i es va iniciar així la popularització del gin tònic.